# Coki Ramírez
Patricia Silvana Ramírez Ter Hart, mieux connue comme Coki Ramírez, née le 6 février 1980 à Córdoba, est une chanteuse, un mannequin et une actrice argentine.

## Biographie
Patricia Ramírez, naît le 6 février 1980 à le quartier de Urca de Córdoba, en Argentine, où elle a passé son enfance et son adolescence. Sa famille est d'origine allemande.
Coki aRamirez commencé à faire sa carrière musicale avec le chanteur chilien Alberto Plaza, qui l'a accompagné pendant 10 ans.
En 2007, elle sort son premier album Presente, a chanté avec Fito Páez.
En 2010, l'ascension vers la gloire en Showmatch.
En 2011, a été demi-finaliste de Bailando por un Sueño, la version argentine de Danse avec les stars.
En 2012, elle sort son deuxième album Se Puede, qui a chanté avec plusieurs chanteurs internationaux comme Noel Schajris, Aleks Syntek et d'autres.

## Discographie
- 2007 : Presente
- 2012 : Se Puede

## Filmographie

### Télévision
| Année | Titre                      | Canal                           | Papier                                                                |
| ----- | -------------------------- | ------------------------------- | --------------------------------------------------------------------- |
| 2010  | Bailando 2010              | Canal 13 (Argentine), Argentina | Elle-meme/Remplacement de participant par Sabrina Rojas et Lola Ponce |
| 2010  | Demoliendo teles           | Canal 13 (Argentine), Argentina | Invité - Chanteur                                                     |
| 2011  | Bailando 2011              | Canal 13 (Argentine), Argentina | Demi-finaliste                                                        |
| 2011  | Quiero música en mi idioma | Channel                         | Présentateur-invité                                                   |
| 2011  | El desfile del Show        | Canal 13 (Argentine), Argentina | Invité - Modèle                                                       |
| 2011  | Cantando 2011              | Canal 13 (Argentine), Argentina | Invité - Participant                                                  |
| 2011  | Sábado Show                | Canal 13 (Argentine), Argentina | Invité - Chanteur                                                     |
| 2012  | Soñando por Cantar         | Canal 13 (Argentine), Argentina | Invité - Chanteur                                                     |
| 2012  | Quiero música en mi idioma | Channel                         | Présentateur-invité                                                   |
| 2012  | Sabado Show                | Canal 13 (Argentine), Argentina | Invité - Chanteur                                                     |
| 2012  | Concubinos (Chapitre 3)    | Canal 13 (Argentine), Argentina | Actrice ("Coka")                                                      |
| 2012  | Gracias por venir          | Telefe, Argentina               | Invité - Chanteur                                                     |
| 2012  | AM, Antes del Mediodía     | Telefe, Argentina               | Invité - Panéliste                                                    |
| 2012  | La pelu                    | Telefe, Argentina               | Invité - Chanteur                                                     |
| 2012  | Antes de que sea Tarde     | América TV, Argentina           | Invité - Chanteur                                                     |
| 2012  | Prende y apaga             | Todo Noticias, Channel          | Invité - Chanteur                                                     |
| 2012  | Recital en Vivo            | Magazine (TV channel), Channel  | Chanteur                                                              |
| 2012  | Dulce Amor                 | Telefe, Argentina               | Actrice ("Cati")                                                      |
| 2013  | Los Grimaldi               | Canal 9 (Argentine), Argentina  | Actrice - Chanteur                                                    |
| 2013  | Soñando por Cantar         | Canal 13 (Argentine), Argentina | Invité - Chanteur                                                     |